# Bevolking van Litouwen
Volgens het Statistiekbureau van Litouwen, de 'OSP' (Litouws: 'Oficialiosios statistikos portalas'), telde het land op 1 januari 2021 2.810.761 inwoners. In tien jaar tijd (2011-2021) daalde het aantal inwoners met ongeveer 232.600 personen (7,6%): de helft van deze bevolkingsafname kwam door een emigratieoverschot (118.900 personen), terwijl de andere helft het gevolg is van een negatieve geboorteoverschot (113.700 personen). Ten opzichte van de eerste volkstelling na de onafhankelijkheid van Litouwen van de Sovjet-Unie nam het aantal inwonersaantal met bijna 20% af (673.200 personen): van 3,48 miljoen in 2001 naar 2,81 miljoen in 2021.

## Bevolkingsontwikkeling
De Litouwse bevolking is sinds het einde van de Sovjet-Unie in 1990 gestaag aan het afnemen. In 1992 werd het maximum aantal inwoners bereikt met iets meer dan 3,7 miljoen inwoners. In 2000 waren er nog 3,5 miljoen inwoners en in 2011 nog maar 3 miljoen inwoners. De demografische situatie is vooral ongunstig in de oostelijke grensregio's (Ignalina, Švenčionys en Zarasai) van het land, aangezien deze gemeenten het meest worden getroffen door de vergrijzing en ontgroening.
Vanwege een beveiligingsprobleem met de MediaWiki Graph-software is het momenteel niet mogelijk deze grafiek weer te geven. Zodra de software is bijgewerkt zal de grafiek vanzelf weer zichtbaar worden.

## Etnische samenstelling
In 2021 woonden burgers van 133 verschillende nationaliteiten in Litouwen, een stijging ten opzichte van 108 nationaliteiten in 2011. Desalniettemin heeft slechts 0,3 procent van de bevolking een dubbele nationaliteit (in 2011, 0,1 procent). Vergeleken met andere Europese landen blijft de Litouwse samenleving relatief homogeen en 99,4% van de bevolking heeft het Litouwse staatsburgerschap (in 2011: 99,3 procent). In termen van etniciteit vormen de Litouwers 84,6 procent van de bevolking (een stijging van 0,4% ten opzichte van 2011). De grootste etnische minderheid vormen de ruim 180.000 Polen - 6,5%, terwijl de Russen, Wit-Russen en Oekraïners respectievelijk 5%, 1% en 0,5% van de bevolking vormen.
| Etnische groep              | volkstelling 1959 | volkstelling 1959 | volkstelling 1970 | volkstelling 1970 | volkstelling 1979 | volkstelling 1979 | volkstelling 1989 | volkstelling 1989 | volkstelling 2001 | volkstelling 2001 | volkstelling 2011 | volkstelling 2011 | volkstelling 2021 | volkstelling 2021 |
| Etnische groep              | Aantal            | %                 | Aantal            | %                 | Aantal            | %                 | Aantal            | %                 | Aantal            | %                 | Aantal            | %                 | Aantal            | %                 |
| --------------------------- | ----------------- | ----------------- | ----------------- | ----------------- | ----------------- | ----------------- | ----------------- | ----------------- | ----------------- | ----------------- | ----------------- | ----------------- | ----------------- | ----------------- |
| Litouwers                   | 2.150.767         | 79,3              | 2.506.751         | 80,1              | 2.712.233         | 80,0              | 2.924.251         | 79,6              | 2.907.293         | 83,4              | 2.561.314         | 84,2              | 2.378.118         | 84,6              |
| Polen                       | 230.107           | 8,5               | 240.203           | 7,7               | 247.022           | 7,3               | 257.994           | 7,0               | 234.989           | 6,7               | 200.317           | 6,6               | 183.421           | 6,5               |
| Russen                      | 231.014           | 8,5               | 267.989           | 8,6               | 303.493           | 8,9               | 344.455           | 9,4               | 219.789           | 6,3               | 176.913           | 5,8               | 141.122           | 5,0               |
| Wit-Russen                  | 30.256            | 1,1               | 45.412            | 1,5               | 57.584            | 1,7               | 63.169            | 1,7               | 42.866            | 1,2               | 36.227            | 1,2               | 28.183            | 1,0               |
| Oekraïners                  | 17.692            | 0,7               | 25.099            | 0,8               | 31.982            | 0,9               | 44.789            | 1,2               | 22.488            | 0,6               | 16.423            | 0,5               | 14.168            | 0,5               |
| Joden                       | 24.667            | 0,9               | 23.538            | 0,8               | 14.691            | 0,4               | 12.390            | 0,3               | 4.007             | 0,1               | 3.050             | 0,1               | n.n.b.            | n.n.b.            |
| Lipka-Tataren               | 3.020             | 0,1               | 3.454             | 0,1               | 3.984             | 0,1               | 5.135             | 0,1               | 3.235             | 0,1               | 2.793             | 0,1               | n.n.b.            | n.n.b.            |
| Duitsers                    | 11.166            | 0,4               | 1.904             | 0,1               | 2.616             | 0,1               | 2.058             | 0,1               | 3.243             | 0,1               | 2.418             | 0,1               | n.n.b.            | n.n.b.            |
| Roma                        | 1.238             | 0,1               | 1.880             | 0,1               | 2.306             | 0,1               | 2.718             | 0,1               | 2.571             | 0,1               | 2.115             | 0,1               | n.n.b.            | n.n.b.            |
| Letten                      | 6.318             | 0,2               | 5.063             | 0,2               | 4.354             | 0,1               | 4.229             | 0,1               | 2.955             | 0,1               | 2.025             | 0,1               | n.n.b.            | n.n.b.            |
| Esten                       | 352               | 0,0               | 551               | 0,0               | 546               | 0,0               | 598               | 0,0               | 400               | 0,0               | 314               | 0,0               | n.n.b.            | n.n.b.            |
| Karaïten                    | 423               | 0,0               | 388               | 0,0               | 352               | 0,0               | 289               | 0,0               | 273               | 0,0               | 241               | 0,0               | n.n.b.            | n.n.b.            |
| Anderen en ongespecificeerd | 4.425             | 0,2               | 6.004             | 0,2               | 10.327            | 0,3               | 12.727            | 0,3               | 40.136            | 1,2               | 39.279            | 1,3               | 65.749            | 2,3               |
| Totaal                      | 2.711.445         | 100,00            | 3.128.236         | 100,00            | 3.391.490         | 100,00            | 3.674.802         | 100,00            | 3.483.972         | 100,00            | 3.043.429         | 100,00            | 2.810.761         | 100,00            |

Etnische Litouwers vormen de meerderheid van de Litouwse bevolking: hun aandeel varieerde tussen (minimaal) 79,3% in 1959 tot (maximaal) 84,6% in 2021. Van 1959 tot 1989 vormden de etnische Russen de grootste minderheidsgroep, maar zij vertrokken na de val van de Sovjet-Unie in grote aantallen naar hun thuisland, Rusland, waardoor het aantal Russen (maar ook andere Slavische volkeren, zoals de Wit-Russen en Oekraïners) tussen 1989 en 2021 drastisch is verminderd. De Polen vormen sinds 1989 de grootste minderheidsgroep, maar ook hun aantal (en aandeel) in de totale bevolking neemt langzaam maar geleidelijk af. De in de twintigste eeuw vrij omvangrijke Joodse gemeenschap (in 1923 nog 8% van de bevolking; ruim 150.000 leden) is, onder andere door de Holocaust, culturele assimilatie en de alia naar Israël, bijna compleet verdwenen.

## Urbanisatie
In 2021 woonde ongeveer 68,2% van de totale bevolking in (103) stedelijke gebieden; tien jaar eerder (2011) geleden was dit nog 66,7%. Er waren vier steden met meer dan 100.000 inwoners: Vilnius, Kaunas, Klaipėda en Šiauliai. In deze vier steden woont ongeveer 57,3% van de stedelijke bevolking en 39,1% van de Litouwse bevolking. Van de Litouwse steden nam alleen het inwonersaantal van Vilnius (+4%) toe, terwijl in de overige steden het aantal inwoners afnam. Vergeleken met de cijfers van de volkstelling van 2011 werd de grootste bevolkingsdaling geregistreerd in Panevėžys, Šiauliai en Klaipėda met respectievelijk 11, 8 en 6%. De bevolking van de tweede stad, Kaunas, daalde met 5,5 procent naar ongeveer 298.800 personen, oftewel een historisch dieptepunt ten opzichte van 1970. De grootste bevolkingsdaling werd geregistreerd in de volgende (kleinere) steden: Pagėgiai, Skuodas, Pakruojis, Kelmė en Ignalina – deze steden hebben tussen 2011 en 2021 minimaal 20% van hun bevolking verloren.
In 2021 woonden ongeveer 894 duizend (31,8%) inwoners in 16.000 dorpen; een gemiddeld dorpje telt slechts 55 inwoners. Het aantal dorpen is met 700 afgenomen ten opzichte van 2011, terwijl de plattelandsbevolking in 2011 nog ruim 1 miljoen personen bedroeg. Kleine dorpen overheersen in Litouwen: er waren 7.231 dorpen met maximaal 9 inwoners, hetgeen 45,1% van alle dorpen in het land vormt, terwijl slechts 3,4% van de plattelandsbevolking en 1,1% van de Litouwse bevolking er woont. Daarentegen waren er drie dorpen met meer dan 4.000 inwoners: het dorp Skaidiškės (district Vilnius) – 4.051 inwoners, het dorp Raudondvaris (district Kaunas) – 4.079 inwoners en het dorp Domeikava (district Kaunas) met 5.215 inwoners.